# Pavel Vítek
Pavel Vítek (* 30. září 1962 Olomouc) je zpěvák populární hudby a muzikálový herec. Je držitelem 2 Zlatých a 2 Platinových desek Supraphonu za alba 4 Tenoři a Láska prý  Absolvent divadelní fakulty AMU vytvořil premiérové role v muzikálech Dracula, Bídníci, Mamma Mia!, Pomáda, Fantom opery, Noc na Karlštejně nebo Ples upírů, kde byl za postavu profesora nominován na Cenu Thálie. V oblasti populární hudby se prosadil hity Má svůj den, Mám rád vůni tvý kůže, Ámen, Víš, jak se mi líbíš, Modlitba nebo Do věží.

## Profesní život
Po maturitě na gymnáziu v Olomouci absolvoval divadelní fakultu Akademie múzických umění v Praze, obor herectví.
Získal angažmá v Hudebním divadle Karlín a později, v roce 1986, se prosadil také v pop music hitem Má svůj den, na který navázal albem Vůně tvý kůže. Od devadesátých let účinkuje v činoherních i muzikálových inscenacích v Praze.
Zpíval s operní divou Evou Urbanovou duet z muzikálu Fantom opery, vystupoval v Německu, Maďarsku, ve Finsku, v USA, na Slovensku a na Kanárských ostrovech. Vystupoval i na významných koncertech českého šoubyznysu – (Karel Gott 60, Karel Svoboda 65, Králové muzikálu v opeře, Královny poprvé na Karlštejně, Pocta muzikálům s Českým národním symfonickým orchestrem a další). V únoru 2007 zpíval jako host Evy Pilarové v legendární Rainbow Room v Rockefeller Centre v New Yorku na plese Beseda Ball, které pořádalo České centrum v New Yorku. V říjnu 2007 vystoupil společně s Evou Pilarovou v káhirské Opeře. S Českým národním symfonickým orchestrem vystoupil na Proms Gala (2017) a na poctě hudbě z filmů a divadelních představení 60. let (2019)
18. srpna 2008 poprvé po deseti letech vystoupil na samostatném koncertu Pavel Vítek a přátelé. Vyprodaná show s hosty Evou Pilarovou, Kateřinou Brožovou, Josefem Vojtkem a Šárkou Vaňkovou se uskutečnila pod širým nebem na hradě Karlštejn.
1. října 2009 vydal u pražského nakladatelství XYZ kulinářský cestopis Cesty, které voní jídlem. Od roku 2010 dabuje pro pásmo Animáček v seriálu Šmoulové postavu Poety. 9. srpna 2011 se coververzí hitu Karla Gotta Když milenky pláčou vrátil do hitparády českých rádií. Podle žebříčku RadioCZ oficiální TOP 50 se nejlépe umístil na 6. pozici a v hitparádě se držel 13 týdnů.
V srpnu 2012 účinkoval v pořadu VIP Prostřeno! na televizní stanici Prima family. Díl, v němž vařil pro Evu Pilarovou, Janu Šulcovou a Roberta Vana, sledovalo rekordních 1 052 300 diváků.
V září 2012 u příležitosti životního jubilea Pavla Vítka vydalo vydavatelství Supraphon kompilaci Má svůj den, která obsahuje průřez zpěvákovou tvorbou od roku 1986 do roku 2010. Album se dostalo na přední příčky prodejů na supraphononline.cz, stejně jako skladby Mít sen a jemu se vzdát a I Love You, baby.
V letech 2013–2014 absolvoval vánoční turné, které navštívilo 15 000 diváků.
V roce 2015 se stal jednou z tváří Jsme v tom společně, kampaně iniciativy HateFree Culture. V roce 2016 vydal singl Anita, který pro něho napsala písničkářka Radůza  Od ledna 2017 se stal moderátorem Českého rozhlasu Region Střední Čechy se svým vlastním pořadem Tady to znám. Od roku 2018 je členem vokální formace 4 Tenoři . Za debutové album 4 Tenoři obdržel Zlatou a Platinovou desku Supraphonu. , stejné ocenění získal za album Lásky prý  30. září 2022 v pražské Lucerně oslavil životní jubileum koncertem Mám svůj den za účasti Heleny Vondráčkové, Moniky Absolonové, Josefa Zímy, Adély Gondíkové a dalších hostů. Záznam vysílala 29. října 2022 České televize na programu ČT1 a stal se 3. nejsledovanějším pořadem sobotního večera.

## Divadelní a muzikálové role
- W. Shakespeare: Romeo a Julie – Mercucio
- C.-M. Schönberg / A. Boublil: Les Misérables / Bídníci – Márius
- C.-M. Schönberg / A. Boublil: Miss Saigon – John
- J. Doga / E. Lotjanu: Cikáni jdou do nebe – Bubulja
- K. Svoboda / J. Štaidl: Noc na Karlštejně – Petr, král kyperský a jeruzalémský (od r. 2016), císařský šenk Pešek
- K. Svoboda / Z. Borovec: Dracula – Steven
- M. David / L. Fanánek Hagen: Angelika – perský princ Bachtiary-bej
- M. David / L. Fanánek Hagen: Tři mušketýři – král
- kolektiv autorů: Rebelové – zpěvák
- J. Boháč / J. Fischer: Stvoření světa (TV muzikál České televize) – Ďábel
- J. Jacobs / W. Casey: Grease / Pomáda – Anděl
- V. Vančura: Rozmarné léto (absolutorium DAMU) – kouzelník Arnoštek
- B. Hrabal: Postřižiny (muzikál uvedený na zámcích Dobřichovice a Svinaře) – kominický mistr De Giorgi
- V. Blažek, Z. Podskalský: Světáci (2011, dramatizace filmové komedie) – pan B
- ABBA: Mamma Mia! – Harry
- Jim Steinman / Michael Kunze / Michael Prostějovský: Ples upírů: profesor Abronsius
- Andrew Lloyd Webber: Fantom opery (muzikál) – Monsieur André

## Diskografie
- Má svůj den, 1987, Supraphon, hity Má svůj den, Víš jak se mi líbíš
- Vůně tvý kůže, 1992, Monitor EMI, hity Mám rád vůni tvý kůže, Bez tebe ztrácím tvář, Po stopách tvých
- Zahrada přání, 1994, Monitor EMI, hity Tahle noc zůstane tvá (duet s Karyou), Zahrada přání
- Šťastná hvězda, 1995, Monitor EMI, hit Je s tebou ámen
- Muzikál, 1997, Warner Music, hity Asi do věží, Párkrát mlčet (duet s Evou Urbanovou)
- Procitni, 2000, Warner Music, hity Hlaď mě a líbej, Ztracenej ráj
- Největší hity, 2001, Warner Music
- Stíny duší, 2006, Areca Multimedia, hit Modlitba
- Hity mého srdce, 2011, Česká muzika, komplet 6 CD a 4DVD, hit Když milenky pláčou
- Má svůj den – jubilejní kolekce, 2012, Supraphon, hity Mít sen a jemu se vzdát, I Love you, baby
- Anita – singl, 2016, Celebrity Management, hudba a text: Radůza
- Stále tvůj, singl, 2019, Celebrity Management, Hudba Ennio Morricone, text: Michael Prostějovský
- 4 Tenoři, 2020, Supraphon, hity: Mně sílu dáš, Už z hor zní zvon, Krása – duet s Lucií Bílou [22]
- Zlatá kolekce, 2022, Supraphon, kompilace hitů a duetů
- Láska prý, 4 Tenoři, Supraphon, 2022, hity: Měl jsem rád a mám, Vzlétnu jak Fénix, Přísahám, že jsem to já – duet s Helenou Vondráčkovou

## Ocenění
Pavel Vítek je držitelem cen z mezinárodních písňových festivalů ve Finsku (The Midgnight Sun Song Lahti) a v Maďarsku (festival OIRT).
Za výkon v muzikálu Ples upírů jej Kolegium Ceny Thálie nominovalo na Cenu Thálie v kategorii Muzikál, opereta nebo jiný hudebnědramatický žánr (2017).
V srpnu 2021 získal jako člen seskupení 4 Tenoři Zlatou desku Supraphonu, 21. října 2022 Platinovou desku Supraphonu.
V roce 2023 obdržel jako člen seskupení 4 Tenoři Zlatou a Platinovou desku za album Láska prý 

## Soukromý život
Dne 3. července 2006 uzavřel na hradě Karlštejn registrované partnerství s Janisem Sidovským po téměř devatenáctiletém vztahu. O jejich cestě k uzavření registrovaného partnerství natočil dokument S důvěrou a láskou režisér Michal Herz. Snímek byl kromě Prahy uveden na mezinárodních festivalech gay a lesbických filmů v New Yorku (NewFest), San Francisku (Frameline) a v Bratislavě (Festival Inakosti).